# Eremias multiocellata
Espèce
Synonymes
- Eremias yarkandensis var. saturata Blanford, 1875
- Podarces planiceps Strauch, 1876
- Eremias multiocellata var. saturata Boulenger, 1887
- Eremias multiocellata var. koslowi Bedriaga, 1907
- Eremias multiocellata var. reticulata Bedriaga, 1912

Eremias multiocellata est une espèce de sauriens de la famille des Lacertidae.

## Répartition
Cette espèce se rencontre :
- dans le sud de la Mongolie ;
- en Chine au Xinjiang, au Qinghai, en Mongolie-Intérieure et au Liaoning.
- en Russie au Touva ;
- dans l'est du Kazakhstan ;
- au Kirghizistan ;
- en Ouzbékistan.

## Liste des sous-espèces
Selon The Reptile Database (5 août 2013) :
- Eremias multiocellata bannikowi Szczerbak, 1973
- Eremias multiocellata kozlowi Bedriaga, 1907
- Eremias multiocellata multiocellata Günther, 1872
- Eremias multiocellata tsaganbogdensis Munkhabayar & Borkin, 2010

## Taxinomie
Les sous-espèces Eremias multiocellata stummeri et Eremias multiocellata szczerbaki ont été élevées au rang d'espèce par Ananjeva, Orlov, Khalikov, Darevsky, Ryabov et Barabanov en 2006.

## Publications originales
- Bedriaga, 1907 "1905" : Verzeichnis der von der Central-Asiatischen Expedition unter Stabs-Kapitän W. Roborowski in den Jahren 1893-1895 gesammelten Reptilien. Annuaire Musée Zoologique de l'Académie Impériale des Sciences de St.-Pétersbourg, vol. 10, n. 3/4, p. 159-200
- Günther, 1872 : On some new species of reptiles and fishes collected by J. Brenchley, Esq. Annals and Magazine of Natural History, ser. 4, vol. 10, n. 60, p. 418–426 (texte intégral).
- Szczerbak, 1973 : New subspecies of Eremias multiocellata - Eremlas multicellata bannikowi ssp. n. (Reptilia, Sauria) from Tuva and north-western Mongolia. Vestnik Zoologii, vol. 1973, n. 3, p. 84-87.
- Munkhabayar & Borkin, 2010 : A new subspecies of the lizard Eremias multiocellata tsaganbogdensis subsp. nov. (Lacertidae) from southern Mongolia. Izvestiya Samarskogo Nauchnogo Centra Rossiskaya Akademii Nauk, vol. 12, n. 1, p. 122-124.